# Bombni napad na World Trade Center (1993)
Bombni napad na World Trade Center leta 1993 je bil teroristični napad na Svetovni trgovinski center v New Yorku, izveden 26. februarja 1993, ko je v garaži pod severnim stolpom WTC-ja eksplodirala bomba v tovornjaku. Eksplozivna naprava je bila sestavljena iz ojačanega sečninskega nitra in vodikovega plina (606 kg), katere namen v napadu je bil, da bi uničila glavne spodnje dele stavbe in s tem oslabila stanje Severnega stolpa, ta bi se pa nato prevrnil v sosednji Južni stolp, kar bi povzročilo zrušitev obeh stolpov in pri tem ubilo več deset tisoč ljudi. Načrt ni uspel, vendar je v napadu umrlo šest ljudi, vključno z nosečnico, več tisoč ljudi pa je bilo poškodovanih. Ta dan je bilo iz stavb evakuiranih približno 50.000 ljudi.
Napad je načrtovala skupina teroristov, med njimi Ramzi Yousef, Mahmud Abouhalima, Mohammad Salameh, Nidal A. Ayyad, Abdul Rahman Yasin in Ahmed Ajaj. Zbrala sta jih Khalid Sheikh Mohammed,l in Yousefov stric. Marca 1994 so bili za bombni napad obtoženi štirje moški: Abouhalima, Ajaj, Ayyad in Salameh. Obtožbe so vključevale zaroto, eksplozivno uničenje premoženja in meddržavni prevoz eksploziva. Novembra 1997 sta bila obtožena še dva: Ramzi Yousef, organizator bombnih napadov, in Eyad Ismoil, ki je vozil tovornjak z bombo.

## Napad
V petek 26. februarja 1993 sta Ramzi Jousef in njegov jordanski prijatelj Eyad Ismoil pripeljala rumen kombi znamke Ryder v spodnji Manhattan v New Yorku in ga ob 12:05 parkirala na javno parkirišče pod Svetovnim trgovinskim centrom. Parkirala sta ga na podzemnem nivoju garaže B-2. Po parkiranju kombija je Yousef prižgal 20-metrsko varovalko in pobegnil.
Dvanajst minut pozneje, ob 12:17:37 je bomba v kombiju eksplodirala in ustvarila ocenjeni tlak 150.000 psi. Eksplozija je povzročila 30-metersko luknjo skozi štiri podravni betona. Hitrost eksplozije te bombe je bila približno 4,5 km/s ali 10 000 km/h. Začetna poročila kažejo, da je morda pregorel glavni transformator, preden je postalo jasno, da je v kleti eksplodirala bomba.
Bomba je takoj prekinila glavni električni vod Svetovnega trgovinskega centra in izklopila sistem zasilne razsvetljave. Bomba je povzročila, da se je dim dvignil v 93. nadstropje obeh stolpov, tudi po stopniščih (ki niso bila pod tlakom), dim pa se je dvignil po poškodovanih dvigal v obeh stolpih. Zaradi gostega dima, ki je napolnil stopnišča, je bila evakuacija za stanovalce stavb težka in je povzročila številne poškodbe pri vdihavanju dima. Na stotine jih je bilo ob izklopu elektrike ujetih v dvigalih v stolpih, vključno s skupino 17 otrok vrtca, ki so se spuščali z razgledne točke Južnega stolpa in so bili pet ur ujeti med 35. in 36. nadstropjem.
V napadu je umrlo šest ljudi: pet uslužbencev pristaniške uprave, od katerih je bila ena noseča, in en poslovnež, katerega avto je bil v podzemni garaži. Poleg tega je bilo poškodovanih več kot 1.000 ljudi, večina med evakuacijo, ki je sledila eksploziji. Poročilo ameriške gasilske uprave navaja, da so "med množico ljudi, ki so pobegnili na strehe stolpov, helikopterji newyorške policije prepeljali 28 ljudi z zdravstvenimi težavami. Znano je, da je 15 ljudi zaradi eksplozije prejelo travmatične poškodbe, 20 pa se je pritožilo zaradi težav s srcem. En gasilec je bil hospitaliziran, 87 drugih, 35 policistov in delavec EMS pa so bili prav tako poškodovani pri reševanju požarov in drugih posledicah.
Tudi zaradi izgube električne energije je večina radijskih in televizijskih postaj v New Yorku skoraj teden dni izgubila signal oddajanja po zraku, televizijske postaje pa so lahko oddajale le prek kabla in satelita prek mikrovalovne povezave med postaje in tri največja kabelska podjetja na območju New Yorka, Cablevision, Comcast in Time Warner Cable. Telefonske storitve v večjem delu spodnjega Manhattna so bile prav tako motene.
Yousefov načrt je bil, da bo severni stolp padel na južni stolp, oba se bi potem podrla. Stolp se ni podrl, garaža pa je bila v eksploziji močno poškodovana. Če bi bil kombi parkiran bližje betoniranim temeljem WTC-ja, bi Yousefov načrt morda uspel. Yousef je nekaj ur po bombnem napadu pobegnil v Pakistan.

### Značilnosti bombe
Prva poročila opisujejo eksplozijo kot značilno od 200 do 300 kilogramov plastičnega eksploziva, imenovanega Semtex. V skladu s člankom, objavljenim leta 1997, je bil Semtex uporabljen le kot detonacijski naboj v bombi, ni znano, kako bi teroristi pridobili Semtex (ki ni domače eksplozivo, za razliko od drugih domnevnih sestavnih delov bombe).
Po podatkih FBI-ja je Yousefu pomagal iraški proizvajalec bomb Abdul Rahman Yasin, ki je pomagal sestaviti kompleksno bombo 1,310 funtov (590 kg), ki je bila narejena iz glavnega polnjenja sečnine nitrata z delci aluminija, magnezija in železovega oksida, ki obdajajo eksploziv. Kot polnilni eksploziv so v naboju uporabili nitroglicerin, dinamomit amonijevega nitrata, brezdimni prah in varovalko. Trije rezervoarji ustekleničenega vodika so bili postavljeni tudi v krožno konfiguracijo okoli glavnega naboja, da bi okrepili ognjeno kroglo in naknadno izgorevanje trdnih kovinskih delcev. Uporaba jeklenk s stisnjenim plinom pri tej vrsti napada je zelo podobna bombardiranju vojašnic v Bejrutu leta 1983 10 let prej. Oba napada sta uporabila jeklenke s stisnjenim plinom za ustvarjanje gorivno-zračnih in termobaričnih bomb, ki sproščajo več energije kot običajni eksplozivi.
Po pričevanju v bombnem sojenju je FBI le enkrat pred napadom leta 1993 zabeležil bombo, ki je uporabljala sečninski nitrat. Poleg tega je bil agent FBI -ja Frederic Whitehurst močno kritičen do postopkov, uporabljenih za ugotavljanje, da bomba vsebuje sečninski nitrat; po njegovem pričevanju je uriniral v viali, posušil urin in vzorec iz njega dal analitikom, ki so vseeno ugotovili, da jim je bila predana snov sečnina nitrat. Kombi Ryder, ki so ga uporabili pri bombardiranju, je imel 8,4 m³ prostora, kar bi lahko držalo do 910 kg eksploziva. Vendar kombi ni bil napolnjen do konca. Yousef je uporabil štiri varovalke, dolge 20 čevljev (6 m), vse pokrite s kirurško cevjo. Yasin je izračunal, da bo varovalka sprožila bombo v dvanajstih minutah po tem, ko je za prižig varovalke uporabil vžigalnik.
Yousef je želel, da dim ostane v stolpu, zaduši ljudi v notranjosti in jih počasi ubije. Predvideval je, da se bo severni stolp po eksploziji zrušil na južni stolp.
Takrat je veljalo ljudsko prepričanje, da je v bombi cianid, kar je okrepila izjava sodnika Duffyja o obsodbi: "Imeli ste natrijev cianid okoli in prepričan sem, da je bil v bombi." Medtem, ko na kraju zločina ni bilo mogoče ugotoviti prave sestave bombe, je Robert Blitzer, višji uradnik FBI, ki je delal na zadevi, izjavil, da ni nobenih forenzičnih dokazov, ki bi kazali na prisotnost natrijevega cianida na mestu eksplozije. Poleg tega naj bi Yousef razmišljal le o dodajanju cianida v bombo, v knjigi Petra Lancea 1000 let za maščevanje pa je izjavil, da obžaluje, da tega ni storil.

## Dogodki po atentatu

### Smrtne žrtve
V bombnem napadu je bilo ubitih šest ljudi:
- John DiGiovanni, star 45 let, prodajalec zobnih izdelkov.
- Robert "Bob" Kirkpatrick, star 61 let, višji nadzornik za vzdrževanje struktur.
- Stephen Knapp, star 47 let, glavni nadzornik vzdrževanja strojnega oddelka.
- Bill Macko, star 57 let, splošni nadzornik vzdrževanja strojnega oddelka.
- Wilfredo Mercado, star 37 let, sprejemni agent za restavracijo Windows v WTC-ju.
- Monica Rodriguez Smith, stara 35 let, tajnica, ki je bila sedmi mesec noseča.

V času eksplozije je Smith pregledovala urnike v svoji pisarni na ravni B-2, Kirkpatrick, Knapp in Macko so skupaj jedli kosilo v sobi za počitek zaposlenih poleg Smithove pisarne, Mercado je preverjal dobave za restavracijo, DiGiovanni pa je parkiral svoj avto v podzemno garažo.

### Spominski vodnjak
Spominski vodnjak iz granita v čast žrtvam bombnega napada je načrtoval Elyn Zimmerman in ga leta 1995 posvetil na trgu Austin J. Tobin Plaza, neposredno nad mestom eksplozije.  Vseboval je imena šestih odraslih, ki so bili ubiti v napadu, in napis, ki se je glasil: "26. februarja 1993 je pod tem mestom eksplodirala bomba, ki so jo postavili teroristi. To grozljivo nasilno dejanje je ubilo nedolžne ljudi, poškodovalo tisoče in nas vse žrtve."
Vodnjak je bil med napadi 11. septembra 2001 uničen s preostalim delom Svetovnega trgovinskega centra. Odkriti del vodnjaka z imenom John DiGiovanni je bil pozneje vključen v začasen spomenik, ki ga je načrtovala arhitektka pristaniške uprave Jacqueline Hanley, in postavljen na strani mesta Liberty Street po napadih 11. septembra. Spomenik je bil viden čez ograjo, vendar ni bil odprt za javnost.
Na spominskem spomeniku 11. septembra, ki je bil odprt ob deseti obletnici napadov 2001, so na severnem bazenu, na plošči N-73, napisana imena mrtvih v bombnem napadu leta 1993. Odkriti del spominskega vodnjaka je na ogled med drugimi artefakti, povezanimi z bombardiranjem v zgodovinski razstavi muzeja.

### Preiskava
Čeprav vzrok eksplozije ni bil takoj znan, so nekateri posumili na eksplozijo transformatorja, zato so se na kraj dogodka hitro odzvali agenti in bombaški tehniki iz ATF, FBI in NYPD. Agenti so hitro ugotovili, da je obseg eksplozije daleč nad eksplozijo transformatorja. Tehnik laboratorijskega oddelka FBI David Williams, ki je skrbel za kraj zločina, je trdil, da je že pred znanstvenimi preizkusi vedel naravo in velikost bombe, s katero so si drugi laboratorijski strokovnjaki, kot sta Stephen Burmeister in Frederic Whitehurst, nasprotovali in jih kasneje izzvali z neprijetnimi posledicami za  laboratoriju FBI. V dneh po bombnem napadu so preiskovalci pregledali škodo in iskali sledi. Približno 300 agentov FBI je bilo razporejenih pod kodnim imenom TRADEBOM. Med pospravljanjem ruševin na podzemnem parkirišču je bombaški tehnik odkril nekaj notranjih sestavnih delov iz vozila, ki je imelo bombo. Identifikacijska številka vozila (VIN), najdena na kosu osi, je preiskovalcem dala ključne informacije, ki so jih pripeljale do tovornjaka Ryder, najetega pri DIB Leasing v Jersey Cityju. Preiskovalci so ugotovili, da je vozilo najel Mohammed A. Salameh, eden od Yousefovih sozaveznikov. Salameh je prijavil, da je kombi ukraden, in ko se je 4. marca 1993 vrnil po varščino, so ga oblasti aretirale.
Salamehovo aretacijo je policija pripeljala v stanovanje Abdula Rahmana Yasina na aveniji Pamrapo 40 v Jersey Cityju v New Jerseyju, ki ga je Yasin delil z mamo, v isti stavbi kot stanovanje Ramzija Yousefa.  Yasina so odpeljali v terensko pisarno FBI -ja v Newarku v New Jerseyju in ga nato izpustili. Naslednji dan je odletel nazaj v Irak prek Ammana v Jordaniji. Kasneje je bil Yasin obtožen napada, leta 2001 pa je bil uvrščen na začetni seznam FBI -jevih najbolj iskanih teroristov, na katerem ostaja še danes. Izginil je pred invazijo ameriške koalicije, operacijo Iraška svoboda, leta 2003. Marca 1994 so bili o bombnem napadu na Svetovni trgovinski center obtoženi Salameh, Nidal Ayyad, Mahmud Abouhalima in Ahmad Ajaj. Maja 1994 so bili obsojeni na dosmrtni zapor.
Ujeta Salameha in Yasina je oblasti pripeljal v stanovanje Ramzija Yousefa, kjer so našli materiale za izdelavo bomb in vizitko Mohameda Jamala Khalife. Khalifa je bil aretiran 14. decembra 1994, INS pa ga je 5. maja 1995 deportiral v Jordanijo. Jordansko sodišče ga je oprostilo in živel je kot svoboden človek v Savdski Arabiji, dokler ni bilo umorjen leta 2007. Leta 2002 je bilo javno objavljeno, da je bil Yasin, edini udeleženec bombnega napada, ki ga oblasti ZDA nikoli niso obtožile, od leta 1994 v zaporu na obrobju Bagdada v Iraku. Ko ga je novinar Lesley Stahl 23. maja 2002 tam intervjuval za segment 60 minut, se je Yasin pojavil v zaporniški pižami in lisicah. Od intervjuja se o Yasinu ni videlo ali slišalo. Med invazijo na Irak leta 2003 ga niso našli.
Nobena od obtožb ameriške vlade proti nekdanjemu voditelju Al Kaide Osami bin Ladnu ni namigovala, da bi imel kakršno koli povezavo s tem bombardiranjem.

## Opomini na bombni napad po terorističnih napadih 11. septembra
Od napadov 11. septembra 2001 se bombardiranje leta 1993 včasih opisuje kot "pozabljeno" in "neznano." Čeprav je bombardiranje leta 1993 povzročilo, da je Svetovni trgovinski center postal javno znana teroristična tarča, možnost drugega napada, za katerega je FBI že leta 1995 posumil posebni agent John O'Neill, so napade iz leta 2001 ameriške obveščevalne službe in organi pregona v veliki meri nepredvidevale. Medtem ko so družinski člani žrtev in poškodovani preživeli v terorističnem napadu leta 2001 prejeli odškodnino iz sklada za odškodnino žrtev 11. septembra, takšno nadomestilo za tiste, ki jih je prizadel bombni napad leta 1993, ni bilo dano.